# Женская волейбольная Евролига 2015
7-й розыгрыш женской волейбольной Евролиги — международного турнира по волейболу среди женских национальных сборных стран-членов ЕКВ — проходил с 30 июля по 13 сентября 2015 года с участием 6 команд. Победителем турнира впервые стала сборная Венгрии.

## Команды-участницы
| - Венгрия - Греция - Грузия | - Израиль - Польша - Турция |

## Система проведения розыгрыша
Соревнования состояли из предварительного этапа и серии плей-офф. На предварительной стадии команды-участницы играли в один круг спаренными матчами (каждая с каждой по два матча подряд на поле одного из соперников). Приоритетом при распределении мест являлось количество побед, затем число набранных очков, соотношение выигранных и проигранных партий, игровых очков, результат личных встреч и т.д. За победы со счётом 3:0 и 3:1 команды получали по 3 очка, за победы 3:2 — по 2 очка, за поражения 2:3 — по 1 очку, за поражения 0:3 и 1:3 очки не начислялись. 
В плей-офф вышли 4 лучшие команды, где разделившись на пары провели между собой по два матча с разъездами. Победителем пары становилась команда, одержавшая две победы. В случае равенства побед победителем объявляетя команда, набравшая в рамках двухматчевой серии большее количество очков, система начисления которых аналогична применяемой на предварительном этапе. Если обе команды при этом набирают одинаковое количество очков, то предусматриваетя дополнительный («золотой») сет, победивший в котором выходит в финал. Финалисты по такой же схеме определили победителя турнира.

## Предварительный этап
| М | Команда | 1       | 2       | 3       | 4       | 5       | 6       | И  | В | П  | С/П   | О  |
| - | ------- | ------- | ------- | ------- | ------- | ------- | ------- | -- | - | -- | ----- | -- |
| 1 | Турция  |         | 3:0     | 3:0 1:3 | 2:3 3:0 | 3:0 3:1 | 3:0     | 10 | 8 | 2  | 27:7  | 25 |
| 2 | Венгрия | 0:3     |         | 1:3 3:1 | 3:0 3:2 | 3:0 3:1 | 3:0     | 10 | 7 | 3  | 22:13 | 20 |
| 3 | Греция  | 0:3 3:1 | 3:1 1:3 |         | 3:0 2:3 | 2:3 3:1 | 3:0     | 10 | 6 | 4  | 23:15 | 20 |
| 4 | Израиль | 3:2 0:3 | 0:3 2:3 | 0:3 3:2 |         | 2:3 3:0 | 3:0 3:2 | 10 | 5 | 5  | 19:21 | 14 |
| 5 | Польша  | 0:3 1:3 | 0:3 1:3 | 3:2 1:3 | 3:2 0:3 |         | 3:0 3:1 | 10 | 4 | 6  | 15:23 | 10 |
| 6 | Грузия  | 0:3     | 0:3     | 0:3     | 0:3 2:3 | 0:3 1:3 |         | 10 | 0 | 10 | 3:30  | 1  |

### 1 тур
30—31 июля.  Ламия.
Греция — Турция 0:3 (22:25, 23:25, 21:25); 3:1 (27:25, 23:25, 25:22, 26:24).
30—31 июля.  Беэр-Шева.
Израиль — Польша 2:3 (25:20, 21:25, 25:22, 25:27, 10:15); 3:0 (25:23, 25:23, 25:19).
1—2 августа.  Бекешчаба.
Венгрия — Грузия 3:0 (25:12, 25:15, 25:12); 3:0 (25:11, 25:12, 25:11).

### 2 тур
7—8 августа.  Калиш.
Польша — Греция 3:2 (12:25, 25:18, 19:25, 25:22, 15:13); 1:3 (11:25, 23:25, 25:19, 18:25).
7—8 августа.  Анкара.
Турция — Венгрия 3:0 (25:14, 25:14, 25:21); 3:0 (26624, 25:15, 25:10).
8—9 августа.  Тбилиси.
Грузия — Израиль 0:3 (21:25, 17:25, 20:25); 2:3 (27:29, 25:21, 16:25, 25:23, 10:15).

### 3 тур
14—15 августа.  Раанана.
Израиль — Турция 3:2 (21:25, 25:22, 20:25, 25:23, 15:13); 0:3 (14:25, 21:25, 22:25).
15—16 августа.  Тбилиси.
Грузия — Польша 0:3 (22:25, 19:25, 22:25); 1:3 (14:25, 23625, 25:20, 10:25).
15—16 августа.  Эрд.
Венгрия — Греция 1:3 (25:21, 19:25, 23:25, 21:25); 3:1 (25:15, 25:17, 22:25, 26:24).

### 4 тур
21—22 августа.  Мегалополис.
Греция — Грузия 3:0 (25:12, 25:16, 25:11); 3:0 (25:14, 25:17, 25:9).
22—23 августа.  Измир.
Турция — Польша 3:0 (25:19, 25:13, 25:18); 3:1 (25:21, 23:25, 25:12, 25:14).
22—23 августа.  Эрд.
Венгрия — Израиль 3:0 (25:16, 25:11, 25:15); 3:2 (25:15, 21:25, 25:14, 25:27, 15:7).

### 5 тур
28—29 августа.  Раанана.
Израиль — Греция 0:3 (20:25, 20:25, 20:25); 3:2 (25:21, 23:25, 26:24, 19:25, 15:10).
28—29 августа.  Заверце.
Польша — Венгрия 0:3 (13:25, 21:25, 18:25); 1:3 (19:25, 25:15, 13:25, 28:30).
29—30 августа.  Измир.
Турция — Грузия 3:0 (25:8, 25:14, 25:17); 3:0 (25:13, 25:11, 25:12).

## Полуфинал
Израиль —  Турция
3 сентября. Раанана. 0:3 (15:25, 18:25, 20:25).
6 сентября. Измир. 0:3 (10:25, 21:25, 19:25).
 Греция —  Венгрия
3 сентября. Мегалополис. 2:3 (24:26, 19:25, 25:22, 25:23, 11:15).
6 сентября. Сомбатхей. 1:3 (25:23, 21:25, 21:25, 18:25).

## Финал

### 1-й матч
| 10 сентября 2015 | \| Венгрия \| 3:0 cev.eu \| Турция \| \| Дора Хорват (11) Эвелин Вачи (6) Агнеш Паллаг (6) Рената Шандор (17) Эдина Доби (12) Жужанна Талаш (4) Дора Кётел (л) Рита Лилиом (2) Грета Сакмари Жанетт Кётел Петра Селеш \| Голы \| Джансу Айдыногуллари (2) Фатьма Йылдырым (6) Мелис Йылмаз (5) Мерьем Боз (4) Эзги Дагделенлер (17) Айше-Мелис Гюркайнак (7) Серпиль Эрсари (л) Буше Каяджан (л) Джерен Кестиренгёз (3) Биргюль Гюлер Эзги Дилик \| | Эрд «Erd Arena» 1700 зрителей |
| Счёт по партиям — 25:23, 25:23, 25:21. Время матча — 1 час 36 минут. Судьи: Синиша Исайлович, Илиан Георгиев.                                                                | | |
| Венгрия | 3:0 cev.eu | Турция |
| Дора Хорват (11) Эвелин Вачи (6) Агнеш Паллаг (6) Рената Шандор (17) Эдина Доби (12) Жужанна Талаш (4) Дора Кётел (л) Рита Лилиом (2) Грета Сакмари Жанетт Кётел Петра Селеш | Голы | Джансу Айдыногуллари (2) Фатьма Йылдырым (6) Мелис Йылмаз (5) Мерьем Боз (4) Эзги Дагделенлер (17) Айше-Мелис Гюркайнак (7) Серпиль Эрсари (л) Буше Каяджан (л) Джерен Кестиренгёз (3) Биргюль Гюлер Эзги Дилик |

### 2-й матч
| 13 сентября 2015 | \| Турция \| 3:1. Доп.сет 13:15 cev.eu \| Венгрия \| \| Джансу Айдыногуллари (1) Фатьма Йылдырым (15) Мелис Йылмаз (6) Мерьем Боз (12+3[2]) Эзги Дагделенлер (11+1) Айше-Мелис Гюркайнак (12+3) Серпиль Эрсари (л) Биргюль Гюлер Эзги Дилик (5+2) Джерен Кестиренгёз (4+1) Дамла Чакыроглу \| Голы \| Эвелин Вачи (4) Агнеш Паллаг (13) Рената Шандор (19+6) Эдина Доби (6+1) Жужанна Талаш (4) Дора Хорват (13+5) Дора Кётел (л) Сандра Сомбатхейи (л) Рита Лилиом (3) Грета Сакмари (2+1) Жанетт Кётел Петра Селеш (0+1) \| | Измир «Atatürk Voleybol Salonu» 4100 зрителей |
| Счёт по партиям — 23:25, 25:21, 25:21, 25:18; доп.сет — 13:15. Время матча — 2 часа 2 минуты + 17 минут (доп.сет). Судьи: Симоне Санти, Уте-Мария Фишер.                                                                        | | |
| Турция | 3:1. Доп.сет 13:15 cev.eu | Венгрия |
| Джансу Айдыногуллари (1) Фатьма Йылдырым (15) Мелис Йылмаз (6) Мерьем Боз (12+3) Эзги Дагделенлер (11+1) Айше-Мелис Гюркайнак (12+3) Серпиль Эрсари (л) Биргюль Гюлер Эзги Дилик (5+2) Джерен Кестиренгёз (4+1) Дамла Чакыроглу | Голы | Эвелин Вачи (4) Агнеш Паллаг (13) Рената Шандор (19+6) Эдина Доби (6+1) Жужанна Талаш (4) Дора Хорват (13+5) Дора Кётел (л) Сандра Сомбатхейи (л) Рита Лилиом (3) Грета Сакмари (2+1) Жанетт Кётел Петра Селеш (0+1) |

### MVP
Лучшим игроком (MVP) финальной серии признана нападающая сборной Венгрии Рената Шандор. 

## Итоги

### Положение команд
| Венгрия      |
| Турция       |
| 3—4. Греция  |
| 3—4. Израиль |
| 5. Польша    |
| 6. Грузия    |

### Призёры
Венгрия: Грета Сакмари, Жанетт Кётел, Эвелин Вачи, Рената Шандор, Жужанна Талаш, Дора Кётел, Петра Селеш, Эдина Доби, Рита Лилиом, Агнеш Паллаг, Дора Хорват, Сандра Сомбатхейи (в матчах предварительного этапа и в полуфинале играли также Дороттия Боднар, Вивьен Леваи, Адриенн Сабо). Главный тренер — Ян де Брандт. 
  Турция: Мелис Йылмаз, Биргюль Гюлер, Буше Каяджан, Фатьма Йылдырым, Джерен Кестиренгёз, Эзги Дилик, Эзги Дагделенлер, Мерьем Боз, Айше-Мелис Гюркайнак, Дамла Чакыроглу, Джансу Айдыногуллари, Серпиль Эрсари (в матчах предварительного этапа и в полуфинале играли также Арелья Карасой, Су Зент, Джерен Джихан, Хюмай Топалоглу). Главный тренер — Гонджагюль Дилик.